# 버블 심포니
《버블 심포니》(영어: Bubble Symphony, 일본어: バブルシンフォニー)는 타이토에서 1994년에 출시한 아케이드 게임으로, 버블보블의 후속작이다. 일부 국가에는 《버블보블 II》(영어: Bubble Bobble II)라는 제목으로 출시되었다.